# Roman Barlik
Roman Bolesław Barlik (ur. 26 lipca 1947 w Bydgoszczy, zm. 22 czerwca 2025) – profesor nauk technicznych inżynier, profesor zwyczajny Politechniki Warszawskiej, dziekan Wydziału Elektrycznego Politechniki Warszawskiej (1999–2005), specjalista w zakresie automatyki napędu, elektromechatroniki, elektroniki przemysłowej, elektrotechnologii, energoelektroniki, przetwarzania i użytkowania energii.

## Życiorys
W 1972 ukończył studia na Wydziale Elektrycznym Politechniki Warszawskiej na kierunku elektrotechnika. Tam też uzyskał w 1977 stopień naukowy doktora nauk technicznych w dyscyplinie elektronika, natomiast w 1989 stopień doktora habilitowanego nauk technicznych dyscyplina elektronika. W 1997 prezydent RP nadał mu tytuł profesora nauk technicznych. Został profesorem zwyczajnym PW.
W latach 1987–1993 był dyrektorem Instytutu Sterowania i Elektroniki Przemysłowej. W latach 1999–2002 i 2002–2005 (dwie kadencje) pełnił funkcję dziekana Wydziału Elektrycznego PW, wcześniej zajmował stanowisko prodziekana tego wydziału. Został członkiem Centralnej Komisji do Spraw Stopni i Tytułów oraz Komitetu Elektrotechniki PAN.
6 marca 2018 został 44. laureatem Medalu Politechniki Warszawskiej Alma Mater Bene Merentibus za „wniesienie nowych wartości w rozwój krajowej i światowej energoelektroniki oraz za działania na rzecz polskiej społeczności naukowej”.
Zmarł 22 czerwca 2025 po ciężkiej chorobie.
Brat prof. Marcina Barlika, profesora Wydziału Geodezji i Kartografii Politechniki Warszawskiej.